# Simeon Nikołow
Simeon Władimirow Nikołow, bułg. Симеон Владимиров Николов (ur. 24 listopada 2006 w Sofii) – bułgarski siatkarz, grający na pozycji rozgrywającego, reprezentant kraju.

## Życiorys
Jest synem Władimira Nikołowa, jednego z najbardziej utytułowanych reprezentantów Bułgarii i Mai. Ma 2 braci: starszego Aleksandra, również siatkarza, i młodszego Filipa.
We wrześniu 2023 został powołany do seniorskiej bułgarskiej kadry Płamena Konstantinowa na interkontynentalny turniej kwalifikacyjny do Letnich Igrzysk Olimpijskich 2024, będąc w wieku niespełna 17 lat.
W styczniu 2024 roku reprezentacja Bułgarii w bałkańskich eliminacjach do mistrzostw Europy juniorów (BVA) wygrała mecz z Turcją, w którym Nikołow zdobył 18 punktów. Dziewięć z nich asami serwisowymi, cztery blokiem i pozostałe 5 punktów atakami z drugiej piłki oraz kiwkami.
28 czerwca 2025 roku w meczu rozgrywanym w Lidze Narodów przeciwko z reprezentacji Turcji doznał kontuzji stawu skokowego.

## Sukcesy klubowe
Superpuchar Bułgarii:
- 2023[8]

Mistrzostwo Bułgarii:
- 2024[9]

## Sukcesy reprezentacyjne
Mistrzostwa Europy Juniorów:
- 2024[10]

## Nagrody indywidualne
- 2024: Najlepszy rozgrywający Mistrzostw Europy Juniorów[11]